# دفنة كتانية
دفنة كتانية (الاسم العلمي:Daphne linoides) هي نوع من النباتات تتبع جنس الدفنة من الفصيلة المثنانية.